# 3497 Innanen
A 3497 Innanen (ideiglenes jelöléssel 1941 HJ) a Naprendszer kisbolygóövében található aszteroida. Liisi Oterma fedezte fel 1941. április 19-én.